# Застава Летоније
Застава Летоније поново је усвојена 27. фебруара 1990. године. Исту заставу користила је и независна Летонија од 1918. године до анексије СССР-а 1940. године.

## Историја
Застава Летоније у црвено-бело-црвеном облику први пут се спомиње у Хроникама Ливоније Дитлиба фон Алнпекеа, што би је сврставало у ред најстаријих на свету. Хроника говори о древним летонским племенима са севера Летоније која су у битку носила црвену заставу са белом пругом.
Легенда говори о смртно рањеном вођи једног летонског племена који је лежао увијен у бели чаршав. Део где је лежао остао је бео а остатак је био умрљан крвљу. У следећој бици тај чаршав коришћен је као застава и донео је победу Летонцима и отада се користи. Донекле слична легенда постоји и за заставу Аустрије.
По наведеним историјским подацима, данашњи изглед заставе заслуга је уметника Ансиса Цирулиса, а урађен је у мају 1917. године. Заједно са грбом, застава је усвојена посебним парламентарним декретом Републике Летоније 15. јуна 1921. године.

## Боје и размера
"Црвена“ боја летонске заставе је заправо кестењаста боја - посебно тамна нијанса црвене која је сачињена из браон и љубичасте боје. Понекад се назива и летонска црвена. Пропорције боја су 2:1:2 (црвене траке су дупло шире од беле), а размера заставе висине и ширине је 1:2.
| Пропорције и боје у Пантону | Пропорције и боје у Пантону                    | Пропорције и боје у Пантону                      | Пропорције и боје у Пантону                       |
|                             | Бела                                           | Црвена                                           | Црвена (текстил)                                  |
| --------------------------- | ---------------------------------------------- | ------------------------------------------------ | ------------------------------------------------- |
|                             | Бела                                           | 201 C                                            | 19-1629 TPX or 19-1629 TC                         |
|                             | Red = 255 Green = 255 Blue = 255 Hex = #FFFFFF | Red = 157 Green = 34 Blue = 53 Hex = #9D2235     | Red = 119 Green = 53 Blue = 61 Hex = #77353D      |
|                             | Cyan = 0% Magenta = 0% Yellow = 0% Black = 0%  | Cyan = 0% Magenta = 78% Yellow = 66% Black = 38% | Cyan = 37% Magenta = 83% Yellow = 63% Black = 36% |

## Званичне стандарте

### Председничка стандарта Летоније
Стандарта је бела са централним крстом у бојама и размери боја националне заставе. На средини крста налази се грб Летоније. Висина грба је 1/3 ширине стандарте, са сунцем на грбу у центру стандарте. Ширина кракова крста и ширина заставе односе се 1:5. Сама стандарта има размеру 3:2.

### Стандарта Председника владе Летоније
Основа је иста као и код председничке стандарте. У горњем левом кантону налази се грб Летоније. Висина грба је 5/6 висине кантона, са сунцем на грбу у средини кантона. Однос кракова и ширине као и сразмера заставе иста је као код председничке стандарте.

### Стандарта Председавајућег (спикера) Сејма
Стандарта је у свему једнака стандарти Председника владе, осим у томе што се грб Летоније налази у горњем десном кантону.

### Стандарта министра одбране Летоније
Основ и размере заставе исте су као код претходних стандарти. Разлика је у томе што се у горњем левом кантону налази војничка инсигнија, која је 3/5 висине кантона.